# 2007年亚洲冬季运动会哈萨克斯坦代表团
2007年亞洲冬季運動會哈薩克代表團是哈薩克派出的2007年亞洲冬季運動會代表團。代表团共获得6枚金牌、6枚银牌和6枚铜牌，排名奖牌榜第4位。